# クギタケ属
クギタケ属（釘茸属、学名：Chroogomphus）はイグチ目オウギタケ科に属する菌類の一属である。

## 形態
子実体はほぼカヤタケ型 (Clitocyboid) で小形またはむしろ大形、かさの表面は平滑もしくはビロード状あるいは粉状を呈し、またはややささくれた細鱗片をこうむり、多少とも粘性を有することがあるが、すみやかに乾いて粘性を失い、いくぶん吸水性をあらわす場合もある。子実層托はひだ状をなし、まれに個々のひだが甚だしく分岐・吻合してほとんど迷路状となることもあるが、完全な管孔状を呈することはない。ひだはむしろ厚くてやや疎あるいは著しく疎、一般に柄に著しく垂生し、ロウ質ないしややゼラチン質でしばしば鈍縁、灰色ないし暗灰褐色（乾燥標本では暗さび褐色）を呈する。肉は常に有色（鈍い黄色ないし橙褐色・サケ肉色・灰褐色など）で、白色を呈することはない。柄は中央部が太まるかあるいはほとんど上下同大（もしくは基部が顕著に細まる）で中実、表面は平滑もしくは綿毛状鱗片をこうむり、まれに微細な腺点（柄シスチジアの束状集合体）を有することがある。外被膜は発達が悪くて膜質となることはなく、通常は繊維状ないし綿毛状で、顕著な「つぼ」となって残存することはない。内被膜も明瞭な「つば」を生じることはなく、綿毛状かつ痕跡的である。
胞子紋は暗黒褐色から暗赤褐色ないしほぼ黒色を呈するが、乾くとやや赤みを帯びる。胞子は常に長形で長紡錘状ないし長円筒状をなし、一側が強く偏圧され、多くの場合は発芽孔を欠き、載頭状 (truncate) となることもなく、平滑でコットンブルーによく染まり、ヨウ素溶液で染色されない（非アミロイド性）かもしくはかすかに赤褐色となる（弱い偽アミロイド性）。担子器は通常は4個の胞子を生じ、少なくとも成熟時には細長く伸長する。シスチジアはしばしば油状の内容物を含んでおり、時に部分的に（あるいは全体的に）細胞壁が肥厚しており、その外面はクリ色ないし赤褐色の樹脂状の沈着物におおわれている。ひだの実質は、通常は菌糸がひだの面に平行に配列した狭い中軸層と、それから分岐し、ひだの縁に向かって左右に広がりながらV字状に配列した側層とから構成された散開型の構造を有し、この両層の間に形成される子実層脚の部分はきわめて厚く、密に絡み合った菌糸で構成されているが、まれに菌糸の配列が乱れて不規則になる場合もある。子実体の構成菌糸は、通常はかすがい連結を欠くが、ときにこれを有する（子実体のかさの表皮組織や、柄の基部の菌糸に限られる場合もある）種もあり、ヨウ素溶液で暗青色ないし暗紫色に染まる（アミロイド性）。

## 生態
従来から、クギタケ属を含めたオウギタケ科のキノコは、マツ科 (Pinaceae) のさまざまな樹木との間に外生菌根を形成して生活するものと考えられていたが、最近、少なくともいくつかの種については、イグチ類の菌に寄生する性質を持つことが明らかになった。クギタケ属の菌は、イグチ類の中でも、マツ属の樹木と外生菌根を作るヌメリイグチ属 (Suillus) に特異的に寄生するとされ、寄生する側のクギタケ属菌の種と寄生される側のヌメリイグチ属の種との間には、厳密な種特異性がしばしば見出されている。

## 分布
北半球の温帯以北（マツ科の樹種が分布する地域）に広く産する。中央アメリカの亜熱帯地域では、高地の針葉樹林帯に分布している。また、南半球では、マツ科樹木の人為的植栽に伴って帰化している。

## 成分
所属するすべての種類について調査されたわけではないが、クギタケやフサクギタケおよびC. helveticus (Sing.) Moserの子実体からは、ゼロコミン酸（Xerocomic acid：α-[(2E)-4-(3,4-ジヒドロキシフェニル)-3-ヒドロキシ-5-オキソフラン-2(5H)-イリデン]-4-ヒドロキシベンゼン酢酸）や、ボビノン （bovinone：別名ボビキノン4＝2,5-ジヒロドキシ-3-[(2E, 6E, 10E)-3,7,11,15-テトラメチル-2,6,10,14-ヘキサデカテトラエニル]-1, 4-ベンゾキノン）およびその誘導体であるヘルベティコン（Helveticone：別名ボビキノン3＝2,5-ジヒドロキシ-3-(3,7,11-トリメチル-2,6,10-ドデカトリエニル)-2, 5-シクロヘキサジエン-1, 4-ジオン）が見出されている。
ゼロコミン酸はイグチ科 (Boletaceae) のアワタケ属のきのこ類と、またボビノンを初めとするボビキノン類はヌメリイグチ科 (Suillaceae) の ヌメリイグチ属 (Suillus) に属するアミタケなどと、それぞれ共通する化学成分である。
一方で、オウギタケ属のきのこに含まれるゴンフィジン酸（Gomphidic acid：2-(4-ヒドロキシフェニル)-2-[(2E)-3-ヒドロキシ-4-(3,4,5-トリヒドロキシフェニル)-5-オキソ-2, 5-ジヒドロフラン-2-イリデン]酢酸））や、ヌメリイグチ属のハナイグチなどから得られるフェノール系の橙色色素であるグレビリン類（Glevillin：AからDまで4種類の異性体が知られる）、あるいはヒダハタケ科のニワタケなどに存在するアトロメンチン（Atromentin： 2,5-ジヒドロキシ-3, 6-ビス（(4-ヒドロキシフェニル)-2, 5-シクロヘキサジエン-1, 4-ジオン）などの成分は見出されていない。

## 類似した分類群
オウギタケ属 (Gomphidius) は、かさの表面に形成される粘液層（不規則に絡み合いつつゼラチン化した菌糸群で構成され、子実体の形態発生学上からは外被膜に相当する）が比較的よく発達すること・一般に綿毛質の内被膜を有することや、子実体の組織中に、ヨウ素溶液で暗青色ないし暗紫色に変色する細胞が混在しないことなどにおいて異なる。また、Cystogomphus属では、かさの表面に付着する外被膜片が球形細胞で構成されている点で相違する。
ヒダハタケ科 (Paxillaceae) に置かれるヒダハタケ属 (Paxillus) やイグチ科 (Boletaceae) に所属するキヒダタケ属 (Phylloporus) なども、イグチ類との類縁関係を有する菌群であり、子実体の外観などはクギタケ属に類似するが、ともに胞子紋の色調がより明るく、外生菌根を形成する樹種がマツ科に限定されない点で区別できる。また、後二者は他の菌の菌糸に対する寄生性を示さず、外生菌根の形態においても異なる。

## 分類学上の位置づけ

### 他のハラタケ型菌類との関係
もともとはオウギタケ属に置かれた三つの亜属の一つであったが、のちに分離されて独立属となった。
ひだを備えたハラタケ型 (agaricoid) の子実体を形成するものではあるが、系統分類学上ではイグチ目 (Boletales) に属する菌群である。とくにヌメリイグチ属との類縁が深いとされ、かつては広義のイグチ科に置かれたこともある。子実体にイグチ属やヌメリイグチ属の菌と共通する化学成分を含有していることや、外生菌根を形成する生態的性質なども、この位置づけの根拠の一つとなっている。なお、分子系統学的解析によれば、現時点でのクギタケ属は単系統であることが示されている。

### 腹菌型菌類との関係
いっぽう、クギタケ属の菌が、成熟してもかさが展開せずにひだを包み込み、ひだは表面積を増加させるために屈曲・分岐・吻合を繰り返して迷路状をなし、さらに柄は痕跡程度に退化して腹菌型へと進化した結果と考えられる菌群としてBrauniellula属が設立されている 。Brauniellula属には、その設立当時、三種が知られていたが、そのうちの一種B. leucosarx は、後の調査によって、すべての菌糸にアミロイド性が欠けていることを理由にBrauniellula 属から除外されて別属Gomphogaser に移され、むしろオウギタケ属に類縁関係が深いものであると考えられるようになった。
その後、分子系統学的解析により、Brauniellula 属のタイプ種であるB. albipes (Zeller) A. H. Smith and Sing. がクギタケ属の種類であることが確定したため、Brauniellula 属とクギタケ属とはシノニムの関係となった。国際藻類・菌類・植物命名規約に規定された命名の優先権からすれば、Brauniellula 属（設立は1958年）がクギタケ属（独立した属としての設立は1968年）に優先し、後者の属名は無効名となるが、クギタケ属を命名規約上の保留名として残す提案がなされ、B. albipesには、クギタケ属の所属種としてChroogomphus albipesの学名が当てられることになった。これによって、従来からクギタケ属に置かれていた多数の種の学名もそのまま維持され、クギタケ属の存続が容認された。

## 属内における系統
従来は、クギタケ節 Section Gomphus およびフサクギタケ節 Section Floccigomphus (Imai) O. K. Miller（かさの表皮はゼラチン化しない。かさは乾いてもほとんど光沢を生じることはなく、湿った時にのみ、わずかに粘性をあらわすにとどまる）の二つの節に分けられていたが、分子系統学的解析によれば、これら二つの節はともに単系統ではないとの見解が示されている。
同じく分子系統的検討によると、C. vinicolor とC. jamaicensis およびC. filiformisがほぼひとまとまりのグループを形成した。また、C. purpurascensとクギタケおよびC. orientirutilus もほぼひとつにまとまったが、中国・ロシア・チェコスロヴァキア産のクギタケとフィンランドのそれ（かつてC. britannicus A.Z.M. Khan & Horaの学名で記載されたもの）とは、系統樹上では別の位置にあらわれた。C. britannicusの学名は、最近ではクギタケの異名として扱われているが、今後の再検討を要する。なお、イギリスからC. corallinus O.K. Miller & Watling の学名で記載された菌については、ユーゴスラビアやスイスおよびギリシア産のクギタケとの間で分子系統学的比較が行われた結果、クギタケの異名として扱う従来の見解が妥当であると判断された。
いっぽうでC. helveticus ・C. leptocystis ・ C. roseolus ・C. sibricusが一つのグループを形成し、ともにユーラシアに分布するC. asiaticus とC. confusus とが、系統樹の上でも一群にまとまったが、後者のグループには腹菌型の子実体を形成するC. albipes （北アメリカ産）が同時に所属した。さらにフサクギタケとC. pseudotomentosus が別の一グループを形成するとともに、フサクギタケとC. loculatus （腹菌化への過渡期にあるものと推定されていた）とが同一種である可能性が示唆された。

## 所属する種

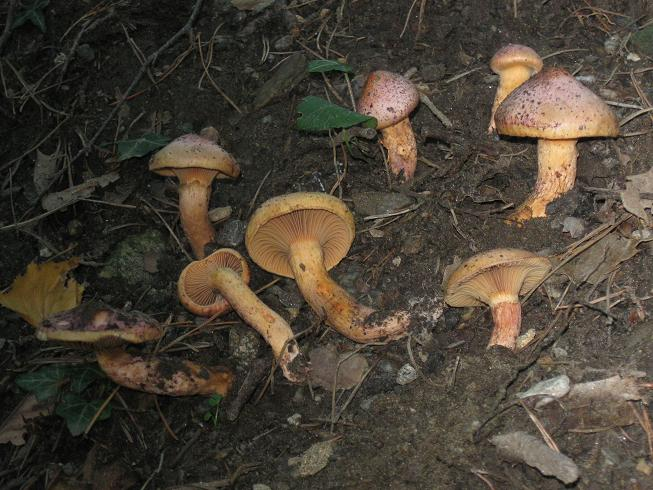
群がって生じたC. helveticus

C. albipes (Zeller) A. H. Smith and Sing.
柄は子実体の内部に完全に包み込まれ、外からは見えないか、あるいは僅かに外部に露出して、未熟なクギタケに似た外観を呈することもある。子実体の表面は暗赤色で、迷路状に変形したひだを包む組織は厚くて黄褐色ないし帯橙黄褐色を呈し、アミロイド性を示すとともに、硫酸鉄(II)水溶液ですみやかに黒変、水酸化カリウム水溶液によって赤色ないし暗紫赤色となる。表層部の菌糸にはアミロイド性を示すものが存在するとともに、菌糸同士の間隙にはアミロイド性の顆粒が散在する。シスチジアはひんぱんに存在し、菌糸はかすがい連結を有する。コントルタマツ (Pinus contorta Douglas ex Loudon) あるいはポンデローサマツ (Pinus ponderosa Douglas ex C.Lawson) の樹下に発生し、北アメリカ（カリフォルニアおよびアイダホ）に産する。
C. asiaticus O.K. Miller
クギタケに外観が類似するが、子実体はやや赤みが強い。ネパールから記載された種類で、ヒマラヤマツ (Pinus roxburghii Sargent) の林内に生える。
C. confusus Yan C. Li & Zhu L. Yang
次のC. flavipes に非常によく似ているが、子実体はより大きく、かさの中央部はあまり顕著に盛り上がることはない。また、柄の下半部は黄色を呈し、ひだの実質はアミロイド性を示さない点でC. asiaticus と異なっている。二葉針マツ類に属するウンナンマツ (Pinus yunnanensis Franch.) やPinus densata Mast.（中国南西部）・アカマツ （Pinus densiflora Sieb. and Zucc.）、あるいは五葉針マツ類のチョウセンゴヨウ (Pinus koraiensis Sieb. and Zucc.)・モミ属・トウヒ属などの混交林（中国北東部）に発生する。チベット産あるいは桂林産の標本は、かつてはそれぞれクギタケおよびフサクギタケと同定されていた。
C. flavipes (Peck) O. K. Miller
かさの径1-4cm程度のわりあい小形の種類で、柄の基部の菌糸は淡黄色を呈する。子実体の組織内でのアミロイド性の菌糸密度がまばらであるため、ヨウ素溶液による反応が肉眼的には確認しにくい。子実体の構成菌糸にはかすがい連結を欠く。最初はオウギタケ属の一新種として記載され、のちにクギタケ属に移されたが、原記載には発生環境（周囲の樹種）に関する記述がなく、分類学的位置については疑問が持たれていた。その後の報告では、カラマツやニオイヒバ (Thuja occidentalis L.)・クロトウヒ （Picea mariana (Mill.) Britton, Sterns & Poggenburg）などの樹下に発生するとされているが、外生菌根をどの樹種と形成するかについては、まだ確定されていない。北アメリカおよびカナダに分布する。
C. filiformis Yan C. Li & Zhu L. Yang
わりあい小さな子実体（かさの径1-6cm程度）を形成し、かさは放射状に配列した繊維紋あるいは多少ささくれた小鱗片をこうむり、幼時は帯オリーブ灰色ないし帯橙灰色であるが、成熟するとくすんだオレンジ色となる。また、乾燥標本では鈍いピンク色を帯びてくる。柄の基部をおおう菌糸も、生時には淡黄色であるが、乾燥するとピンク色に変わる。タカネゴヨウ (Pinus armandii Franch. var. armandii) の林内、あるいはタカネゴヨウとウンナンマツとの混交林内に発生する。中国から新種として記載された。
C. helveticus (Sing.) Moser
前種C. filiformis によく似ているが、かさに粘性を欠き、かさの表皮層を構成する菌糸がより幅広い点で異なる。ヨーロッパに広く分布し、オーストラリアにも帰化している。なお、日本でも、石川県と岐阜県とにまたがる白山山系のハイマツ （Pinus pumila (Pall.) Ragel）の林内で本種ではないかと考えられる菌が見出され、仮にタカネクギタケの名が与えられているが、正式な報告はまだなされていない。ちなみに、ヘルベティコン（別名ボビキノン3）は、本種から初めて見出された橙色のベンゾキノン系色素の一種で、子実体の生重量当りの含有率は 0.5パーセントにおよぶことがある。
C. jamaicensis (Peck) O.K. Miller
種小名が示すようにジャマイカ産の標本に基づいて新種記載された種であるが、北アメリカ南部の暖かい地方（フロリダ州やアラバマ州など）にも分布する。ひだのシスチジアは全面にわたって厚壁であり、かさの表皮層の菌糸は非常に細い。また、胞子は比較的短い（長さ20μmに達しない）。なお、若いものでは、肉にリンゴのようなにおいがあるといわれている。テーダマツ (Pinus taeda L.)・カリピアマツ (Pinus caribaea Morelet)・ダイオウショウ (Pinus palustris Mill.) などと生態的関係を有すると推定されている。なお、分子系統学的解析の結果によれば本種はC. vinicolor にきわめて近く、両者を同一種とみる見解もある。
C. leptocystis (Sing.) O. K. Miller
フサクギタケに非常によく似ているが、かさの表皮の菌糸はほとんどヨウ素溶液に反応せず、モンチコラマツ (P. monticola Douglas ex D. Don) あるいはアメリカツガ（Tsuga heterophylla (Raf.) Sarg.）の樹下で採集される。
C. ochraceus（Kauffman） O.K. Miller
種小名は「黄褐色の」の意で、その名のとおり、かさは明るい帯橙黄色ないし淡黄褐色を呈するが、かさの中央部は次第に灰色ないし灰紫色を帯びるにいたる。柄の基部は濃いピンク色ないし赤紫色を帯び、子実体を構成する菌糸には、通常はかすがい連結を欠く（柄の基部の菌糸においてのみ認められる）。ラジアータパイン (Pinus radiata D. Don) やポンデローサマツ、あるいはPinus attenuata Lemmon（オレゴン州・カリフォルニア州などに分布するマツ属の一種）などの樹下に生える。なお、しばしばキヌメリイグチ （Suillus americanus (Peck) Snell）とともに見出されるという。北アメリカ・カナダおよびスペインから報告されている。
C. orientirutilus Yan C. Li & Zhu L. Yang
クギタケに非常によく似ているが、かさの赤みがより強いことや、ウンナンマツの樹下で見出されることなどにおいて前者と異なる。また、柄の基部の菌糸が類白色あるいはサケ肉色を呈する（クギタケでは、クリーム色ないし淡黄褐色もしくは淡黄色）点でも区別される。種小名は東洋産のクギタケの意味である。中国に分布し、従来はしばしばクギタケと混同されていた。昆明では、食用菌として市場に出されているという。
C. papillatus (Raithelh.) Raithelh.
もとはクギタケの一変種として記載された菌である。現時点ではいちおう独立種として扱われているが、後者の単なる変異とみる意見もある。
C. pseudotomentosus O.K. Miller & Aime
これも外観はフサクギタケに似ており、全体が橙黄色から橙褐色を呈し、かさの表面や柄の下半部には柔らかなビロード状の触感がある。ひだは時に分岐あるいは吻合し、柄の基部の菌糸は淡いサケ肉色を呈する。菌糸の隔壁部にはかすがい連結を持たない。マツ属・モミ属・トウヒ属・コナラ属などが混じり合った林内に発生する。日本産の標本をもとに新種として記載された種類であるが、まだ和名は与えられていない。韓国や中国およびネパールからも見出されている。
C. pseudovinicolor O.K. Miller
種小名は「C. vinicolor もどきの」の意で、C. vinicolor と共通点が多いが、かさに粘性をまったく欠き、微細な密毛をこうむる点や、胞子紋が明らかに緑色を帯びる点で異なる。ベイマツ（Pseudotsuga menziesii (Mirb.) Franco var. menziessi）とポンデローサマツとの混交林内に産する。
C. purpurascens (Vassiljeva) Nazarova
かさは最初は灰色ないし鉛灰色を呈するが、のちには紫色あるいは暗灰紫色を帯びてくる。柄は帯橙黄褐色を呈し、その基部の菌糸はサケ肉色または帯紫赤色である。また、菌糸には、ときおりかすがい連結を備えているのも特徴の一つである。ロシア東部から記載された種であるが、中国・ドイツおよびチェコスロヴァキアにも分布する。チョウセンゴヨウやPinus tabuliformis Carr.の林内に生えるが、チェコではスイスマツ (Pinus cembra L.) の樹下から記録されている。
C. roseolus Yan C. Li & Zhu L. Yang
柄の基部の菌糸がピンク色を帯び、子実体を構成する菌糸には、ごくまれにしかかすがい連結が見出されない点が特徴である。Pinus densata Mast.（中国特産） とコナラ属 (Quercus) との混交林内に生じ、中国（雲南省）から記録されている。
クギタケ C. rutilus (Schaeff. Fr.) O.K. Miller
タイプ標本の産地はドイツのババリア地方である。帯紫褐色ないし黄褐色あるいは帯紫赤色で中央部に顕著な盛り上がりを備えたかさと、黄色もしくは橙黄色の柄を有し、柄の基部の菌糸はクリーム色または黄色を呈する（乾いてもピンク色を帯びない）点が特徴である。

C. sibricus (Sing.) O.K. Miller
これもフサクギタケに酷似するが、かさの表皮の菌糸はヨウ素溶液に反応せず（非アミロイド性）、かさの肉を構成する菌糸に比べて非常に細い。また、ひだのシスチジアは薄壁で、子実体の構成菌糸はかすがい連結を欠いている。柄の基部はサケ肉色を呈する。C. leptocystisとは、かさの表皮を構成する菌糸の末端が、しばしば丸みを帯びた円筒状に膨らむことで区別されている。五葉針マツ類に属するシベリアマツ (Pinus sibirica Du Tour) とモミ属との混交林に生える。ロシアおよび朝鮮半島に分布する。
C. superiorensis (Kauffman & A.H. Smith) Sing.
肉はアミロイド性でヨウ素溶液に反応して青変し（かさの表皮はアミロイド性を示さない）、かさの表面に厚い粘液層を持たない点ではChroogomphusの定義に合致するが、柄の上部に多数の微細な腺点（束状に群生する柄シスチジアの集合体）を備え、カラマツ林に発生するという。北アメリカに産する。
フサクギタケ C. tomentosus (Murr.) O.K. Miller
かさは淡い橙褐色あるいは淡黄褐色を呈し、短くて柔らかい綿毛状をなすか、もしくは圧着した細かい鱗片をこうむる。かさの表皮やひだの実質を構成する菌糸は、ヨウ素溶液で著しく暗紫色に染まる性質（アミロイド性）がある。菌糸に多数のかすがい連結を有する点で、外観が類似するほかの種類と区別することができる。マツ属・モミ属・ツガ属・トガサワラ属などの林内地上に群生する。

なおC. loculatus Trappe & O.K. Miller（旧フサクギタケ節－北アメリカ産）は、かさがほとんど展開せず、ひだが著しい迷路状を呈し、その実質は散開型の構造をなすことなく、不規則に錯綜した菌糸で構成される点を大きな特徴として記載されたもので、おそらく、ひだを露出しないままに胞子を成熟させる腹菌型ハラタケ類への進化の途上にあるものと推定されていた。前述したように、分子系統学的解析の結果に基づき、今日ではフサクギタケと同一種であるとされている。

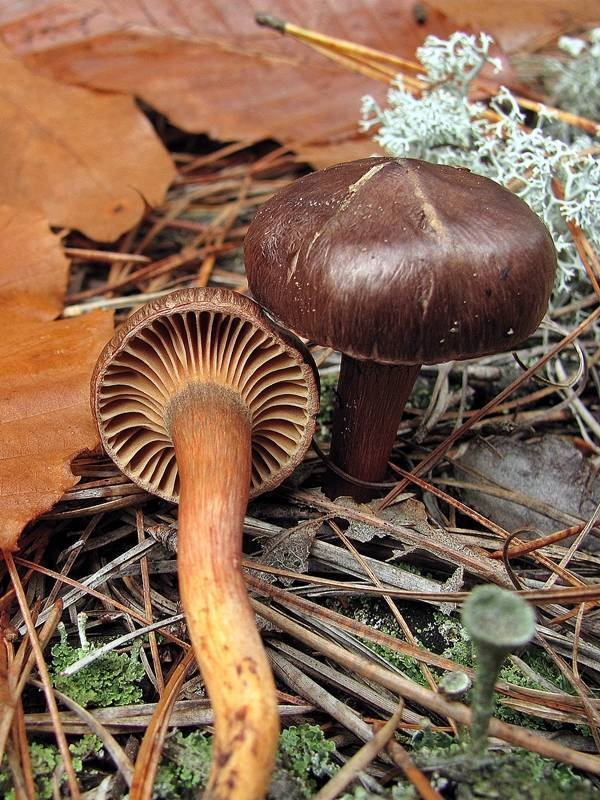
C. vinicolor のかさは紫褐色を呈する。

C. vinicolor (Peck) O.K. Miller
肉を傷つけると赤紫色に変色し、菌糸はかすがい連結を欠いている。ラジアータパインやテーダマツ・バンクスマツ (Pinus banksiana Lamb.)・コントルタマツ・モンチコラマツ・レジノーサマツ (Pinus resinosa Aiton)・リギダマツ Pinus rigida Mill.）およびバージニアマツ (Pinus virginiana Mill.) の林内に発生し、ヌメリイグチ属の一種Suillus pungens A.H. Smith & Thiers （日本では未記録）に寄生する。かさの表皮・かさの肉・ひだの実質は、いずれも強いアミロイド性を示す。外観はC. ochraceus にも似るが、シスチジアはむしろ厚壁なものが多い。ツガ属やトガサワラ属・クロベ属・トウヒ属の林内やカラマツ林にも生えるという。
ケンロクエンクギタケ C.  sp.
石川県金沢市の兼六園およびその周辺から報告されたものであるが、まだ学名は決定されておらず、和名も仮のものである。かさは黄褐色ないし橙褐色の地に暗紫色で繊維状の細かい鱗片をこうむり、その表皮の構成菌糸はアミロイド性を有する。シスチジアは薄壁で、アカマツ林内の地上に発生するという。菌糸のかすがい連結の有無については、記載が欠けている。

## 疑問種
かつてイグチ科の一属として設立されたGymnogomphus 属（現在ではキヒダタケ属のシノニムとして扱われている）には、日本産種としてG. japonicus Fayod が含まれている。G. japonicus のタイプ標本はすでに所在不明である上、原記載において日本での採集場所や発生地周辺の植生などに触れられていないために、断定は不可能であるが、クギタケ属の一種ではないかとする見解がある。また、かつてオウギタケ属 (Gomphidius) の一種として記載されたG. mediterraneus Finschow は、その原記載によれば「かさに粘性を欠く」とされ、さらに原記載に添えられた子実体の原色図にはクギタケを思わせるものがある。加えて、記載文には「クギタケに比べ、胞子がやや短小であり、子実体の色調もより暗色である」というノートが付記されているところから、クギタケ属の種である可能性が考えられる。ただし、記載においてはヨウ素溶液に対する子実体や菌糸の反応が明らかにされていないので、現時点では断定することができない。

## 食・毒性
少なくとも有毒であると確定された種は知られていない。クギタケやフサクギタケ、あるいはC. ochraceus・C. vinicolor などは食用として採取されることもあるが、特に風味があるきのこではなく、評価は低い。

## 名称
属名は、「色」を意味するギリシア語イオニア方言のクロォ（χρω-、chroo-）と、「栓」あるいは「楔形の大きな釘」を意味するゴンフォス（γομφος (gomphos) に由来している。子実体が太い釘状の外観を持ち、その肉が黄褐色・鈍黄色・帯橙黄色・帯橙褐色などを呈し、決して白色ではない点を表現したものである。
英語圏ではパイン＝スパイク（pine-spikes：マツ林の太釘の意）やスパイク＝キャップ（spike-caps：太釘タケの意）として知られている。